# Fawzi Chaouchi
Fawzi Chaouchi (Bordj Menaïel, 5 dicembre 1984) è un ex calciatore algerino, di ruolo portiere.

## Carriera
Nella prima partita di qualificazione ai Mondiali 2010 del suo girone, l'Algeria ha perso contro la Slovenia per 1-0, complice la papera di Chaouchi che ha permesso a Robert Koren di siglare il gol della vittoria. L'errore del portiere dell'ES Setif ha convinto il tecnico Rabah Saâdane a sostituirlo a favore di Raïs M'Bohli il quale ha poi disputato il torneo da titolare.